# Antoine Jullien
Pour les articles homonymes, voir Jullien.
Antoine Jean-Baptiste Alexandre Jullien, né le 8 avril 1715 à Paris, et guillotiné le 7 juillet 1794 à Paris, fut Conseiller du Roi et procureur général aux eaux et forêts de France à la table de marbre en 1744.

## Biographie
Fils de Jean Baptiste Jullien, secrétaire du Roi en 1746 et commissaire d’Artillerie, il épouse en 1748 Elisabeth Boudon et devient conseiller au Parlement de la capitale en 1752, maître des requêtes en 1765, puis est nommé l'année suivante, intendant de la généralité d'Alençon (un intendant est à la généralité ce qu'est le préfet au département).
Antoine Jullien remplit son rôle avec efficacité. Grand administrateur, grand travailleur, clairvoyant et énergique, il décide d'importants travaux d'urbanisme qui auraient pu contribuer à la prospérité locale, mais il ne réussit pas à freiner la décadence de la cité et à stimuler l'activité économique. Il continue l'œuvre de son prédécesseur, Louis Lallemant de Lévignen, pour l'amélioration des routes ; fait construire, en 1767, le pavillon en retour d'équerre vers le nord de l'hôtel Fromont de La Besnardière ; fait dresser, en 1769, le plan d'une nouvelle route vers la Bretagne ; fait démolir les portes de Lancrel, de la Barre et de Sarthe en 1776 ; s'attache à la lutte contre la mendicité, encourageant les paroisses à secourir les mendiants "honnêtes" tout en prenant soin d'enfermer un certain nombre de vagabonds au dépôt de mendicité (actuel centre psychothérapique) qu'il fait construire en 1778, et renvoie ceux qui ne sont pas du pays dans les dépôts de leurs généralités ; fait commencer, en 1779, les travaux du Pont-Neuf contre l'avis de l'administration municipale ; cherche à donner du travail aux ouvriers en leur procurant, durant l'hiver surtout, des travaux de charité ; s'intéresse aux enfants abandonnés, se chargeant de les faire accueillir dans les hôpitaux de province, puis de les confier à des nourrices de campagne ; tente de développer l'agriculture ; s'inquiète, en 1787, du régime des impôts, de son fardeau trop lourd pour le peuple et de « l'inégalité du partage ».
En 1790, la Révolution le fait quitter la ville pour Paris. En 1792, l'Assemblée législative lui vote, à titre de récompense nationale, une pension de 10 000 livres. Mais, arrêté et emprisonné au Luxembourg pour une raison qui n'est pas connue, il est impliqué dans l'une des prétendues conspirations des prisons, moyen commode pour vider les cachots, et condamné à mort. Guillotiné le 7 juillet 1794 à l'âge de 79 ans, Antoine Jullien fut le dernier intendant de la généralité d'Alençon.

### Hommage
Une rue d'Alençon, ouverte à son initiative sur les terrains du parc du château afin de permettre aux voyageurs venant de Bretagne de se rendre « par le plus court chemin, soit par l'intérieur de la ville, soit par les dehors, aux routes de Paris et de Caen », porte aujourd'hui son nom.